# Smerinthus pallida
Smerinthus pallida är en fjärilsart som beskrevs av Tutt 1902. Smerinthus pallida ingår i släktet Smerinthus och familjen svärmare. Inga underarter finns listade i Catalogue of Life.